# Francisco Rodrigues Velho
Francisco Rodrigues Velho (Porto, 1573 - 1643) foi um bandeirante paulista. Era filho de Garcia Rodrigues e Isabel Velho. Serviu como provedor-mor das quinta na Capitania de São Paulo. Desposou Brígida de Machado e com ela gerou Manuel Fernandes Gigante.